# 斯坦尼斯拉夫·古连科
斯坦尼斯拉夫·伊万诺维奇·古连科（烏克蘭語：Станіслав Іванович Гуренко；1936年5月30日—2013年4月14日），烏克蘭及前蘇聯政治人物。苏联最后一位乌克兰共产党中央第一书记。

## 生平
- 1936年5月30日出生于苏联乌克兰苏维埃社会主义共和国顿涅茨克州伊洛瓦伊斯克市的一个教师家庭。1958年毕业于基辅工学院机械工程专业。
- 1958年-1963年，顿涅茨克共青团机械制造厂工程师，高级工程师。1961年加入苏联共产党。
- 1963年-1964年，顿涅茨克理工学院讲师。
- 1964年-1970年，顿涅茨克共青团机械制造厂副总技术专家、首席技术专家、副总工程师、总工程师。
- 1970年-1976年，顿涅茨克共青团机械制造厂厂长。1975年获乌克兰苏维埃社会主义共和国科学院工业经济研究院经济学博士学位。
- 1976年1月-1980年5月，乌克兰共产党顿涅茨克州委书记。
- 1980年3月-1987年4月，乌克兰苏维埃社会主义共和国部长会议副主席。
- 1987年3月-1989年10月，乌共中央书记处书记。
- 1989年10月-1990年6月，乌共中央第二书记。
- 1990年6月-1991年8月，乌共中央第一书记。期间，1990年7月－1991年8月，苏共中央政治局委员。
- 1991年八一九事件期间，古连科领导的乌克兰共产党支持紧急状态委员会，失败后被乌克兰苏维埃社会主义共和国最高拉达取缔。
- 1991年-1998年，NEC Energia科学顾问和JV Navasco副主任。切尔诺贝利救灾委员会成员。1993年起，乌克兰共产党中央委员会顾问。
- 1998年7月-2002年4月，乌克兰最高拉达议员。期间，1998年7月-2002年5月，乌克兰经济政策、国民经济、财产和投资管理委员会主席。1999年6月-2000年5月，乌克兰国家安全与国防委员会成员。1999年7月-2000年5月，乌克兰国家银行理事会成员。2001年12月，乌克兰最高法院解除了对乌克兰共产党的禁令。2002年5月，古连科加入乌克兰共产党。
- 2002年4月-2006年4月，乌克兰最高拉达议员。期间，2002年6月-2006年4月，乌克兰经济政策、国民经济、财产和投资管理委员会主席。
- 2013年4月14日于基辅逝世，享年76岁。葬于基辅拜科沃公墓。

古连科是苏共26-28大代表；第28届中央委员，第28届中央政治局委员；苏联人民代表；第10-11届乌克兰苏维埃社会主义共和国最高苏维埃代表，第1，3，4届乌克兰最高拉达议员。

## 荣誉
- 十月革命勋章
- 三次劳动红旗勋章